# Месаме Балда
Месаме Балда (груз. მესამე ბალდა) — село в Грузії.
За даними перепису населення 2014 року в селі проживає 341 особи.